# Bundesstraße 55
La Bundesstraße 55 è una strada federale della Germania.